# 鸡心河
鸡心河，位于中国海南省昌江黎族自治县中南部，是石碌河左岸支流，发源于昌江县南部霸王岭，蜿蜒向西北流至县城石碌镇汇入石碌河。河长19.8公里，流域面积60.5平方公里。